# Claudio Vellani
Claudio Vellani (Bomporto, 7 agosto 1944 – Carpi, 27 agosto 2006) è stato un calciatore italiano, di ruolo difensore.

## Carriera
La sua carriera da terzino di fascia è legata soprattutto al Modena con cui ha collezionato circa 198 presenze e 5 reti in serie B diventando uno dei calciatori più legati di sempre alla squadra modenese.
Inizia la sua carriera con il Carpi contribuendo nella stagione 1964-1965 alla promozione in Serie C della sua squadra.
L'anno seguente passa al Modena, dove Maino Neri lo fa debuttare in serie B il 26 settembre 1965 a Pisa: alla fine di quel campionato, colleziona 20 presenze siglando anche una rete. Vellani resta per sette anni a Modena prima di continuare la carriera da professionista nel Lecce (dove gioca tra gli altri con Giuseppe Materazzi) e nel Matera. Chiude la carriera a Carpi.
È stato anche osservatore dell'Udinese allenata da Luigi De Canio, suo ex compagno a Matera.

## Palmarès

### Giocatore

#### Competizioni nazionali
- Serie D: 2

Carpi: 1963-1964
Matera: 1975-1976